# Альта-Віста (Канзас)
Альта-Віста (англ. Alta Vista) — місто (англ. city) в США, в окрузі Вабонсі штату Канзас. Населення — 409 осіб (2020).

## Географія
Альта-Віста розташована за координатами 38°51′47″ пн. ш. 96°29′20″ зх. д. / 38.86306° пн. ш. 96.48889° зх. д. (38.863044, -96.488963).  За даними Бюро перепису населення США в 2010 році місто мало площу 0,93 км², уся площа — суходіл.

## Демографія
Згідно з переписом 2010 року, у місті мешкали 444 особи в 189 домогосподарствах у складі 128 родин. Густота населення становила 480 осіб/км².  Було 211 помешкання (228/км²).
Расовий склад населення:
| - 98,2 % — білих - 0,7 % — чорних або афроамериканців - 0,2 % — корінних американців - 0,2 % — азіатів |

До двох чи більше рас належало 0,7 %. Частка іспаномовних становила 4,3 % від усіх жителів.
За віковим діапазоном населення розподілялося таким чином: 25,0 % — особи молодші 18 років, 59,5 % — особи у віці 18—64 років, 15,5 % — особи у віці 65 років та старші. Медіана віку мешканця становила 41,5 року. На 100 осіб жіночої статі у місті припадало 109,4 чоловіків;  на 100 жінок у віці від 18 років та старших — 103,0 чоловіків також старших 18 років.
Середній дохід на одне домашнє господарство  становив 45 547 доларів США (медіана — 43 409), а середній дохід на одну сім'ю — 51 105 доларів (медіана — 45 357). За межею бідності перебувало 14,9 % осіб, у тому числі 31,0 % дітей у віці до 18 років та 4,3 % осіб у віці 65 років та старших.
Цивільне працевлаштоване населення становило 244 особи. Основні галузі зайнятості: освіта, охорона здоров'я та соціальна допомога — 23,8 %, виробництво — 13,9 %, публічна адміністрація — 12,7 %.